# Maranta longiscapa
Maranta longiscapa är en strimbladsväxtart som beskrevs av Spencer Le Marchant Moore. Maranta longiscapa ingår i släktet Maranta och familjen strimbladsväxter. Inga underarter finns listade.